# Masi Pfandt
Pour les articles homonymes, voir Pfandt.
Masi Pfandt né le 8 mai 2000, est un joueur allemand de hockey sur gazon. Il évolue au poste d'attaquant au Harvestehuder THC et avec l'équipe nationale allemande.

## Carrière
Il a été appelé en équipe première pour concourir à la Ligue professionnelle 2021-2022.

## Palmarès
- : 2e à la Coupe du monde U21 en 2021